# Domingo Federico
Domingo Serafín Federico (* 4. Juni 1916 in Buenos Aires; † 6. April 2000) war ein argentinischer Bandoneonist, Bandleader und Tangokomponist.

## Leben
Federico wuchs in Carmen de Patagones auf und hatte dort den ersten Bandoneonunterricht bei seinem Vater Francisco. Er besuchte die Sekundarschule in Buenos Aires, begann ein Medizinstudium, wechselte dann aber an das von Pedro Maffia und Sebastián Piana geleitete Konservatorium. Bereits im Alter von sechzehn Jahren trat er im Duo mit seiner Schwester Nélida auf. Er wurde dann Mitglied der Gruppe Alejandro Scarpinos, schloss sich Juan Canaros Orchester an und wechselte 1941 schließlich zu Miguel Caló. Für sein Orchester komponierte er den Tango Al compás del corazón. Der 1941 komponierte Tango Yo soy el tango nach einem Text von Homero Expósito wurde 1941 von Aníbal Troilo mit dem Sänger Francisco Fiorentino aufgenommen.
1932 trennte sich Federico von Caló und gründete ein eigenes Orchester, das mit den Sängern Alberto Tagle und Alfredo Castel im Café Select Buen Orden debütierte. Diesem gehörten u. a. neben ihm selbst und Eduardo Cortti als Bandoneonisten der Geiger Enrique Cantore, der Pianist Mario Garcés und als Kontrabassist sein Vater Francisco Federico an. Als Sänger traten neben den genannten auch Ignacio Díaz, Carlos Vidal, Oscar Larroca, Mario Bustos, Hugo Roca, Enzo Valentino, Dante Rossi, Carlos Valdés, Armando Moreno, Rubén Sánchez und Rubén Maciel mit diesem Orchester auf.
Ab Ende der 1940er Jahre wirkte Federico in mehreren Filmen als Schauspieler und Komponist mit. 1963 wurde er neben Miguel Caló, Armando Pontier, Enrique Francini, Raúl Berón, Alberto Podestá und anderen Mitglied des La Orquesta de las Estrellas, das bei Radio El Mundo debütierte und ein Vierteljahr lang jeden Montag und Donnerstag in einer Show auftrat. Das Orchester spielte auch bei Canal 9 und nahm beim Label Odeon eine LP auf. 
Später ließ er sich in Rosario nieder. Dort gründete er wieder ein Orchester mit ansässigen Musikern und den Sängern Rubén Sánchez und Rubén Maciel. Er spielte Aufnahmen bei den Labels RCA Victor, Embassy und Rosafon ein und unternahm mehr als vierzig Tourneen durch Argentinien und andere lateinamerikanische Länder. In Japan gab er 120 Recitals, zuerst 1961 als Bandoneonist in Francisco Canaros Orchester, dann als Leiter des A lo Pirincho Quintet. Daneben unterrichtete er an der Universidad Nacional de Rosario und gründete dort das Orquesta Juvenil de Tango de la Universidad Nacional de Rosario.

## Kompositionen
- Al compás del corazón
- Yo soy el tango
- Yuyo verde
- A bailar
- Tristezas de la calle Corrientes
- Percal
- Saludos
- La culpa la tuve yo
- Con el mayor gusto
- Déjame volver para mi pueblo
- Futuro
- La noche y marfil
- Tropical
- Cosas del amor
- Para usted amig
- Fueye azul
- Tango íntimo
- En la calle
- Dibujos
- A María Rosa
- Muy suave
- Pachito
- Un cigarrillo muerto
- Memorias

## Filmografie
- 1949: Imitaciones peligrosa (als Komponist; Regie: Julio Rossi)
- 1949: El ídolo del tango (Regie: Héctor Canziani)
- 1949: La historia del tango (Regie: Manuel Romero)
- 1949: Un tropezón cualquiera da en la vida (Regie: Manuel Romero)
- 1949: Otra cosa es con guitarra (Regie: Antonio Ber Chiani)
- 1950: El morocho del Abasto: La vida de Carlos Gardel (als Komponist; Regie: Julio Rossi)
- 1950: Al compás de tu mentira (Regie: Héctor Canziani)
- 1950: El cantor del pueblo (Regie: Antonio Ber Ciani)
- 1950: Mary tuvo la culpa (Regie: Carlos Torres Ríos)
- 1955: Embrujo en Cerros Blancos (als Komponist; Regie: Julio Rossi)
- 1963: La diosa impura (Regie: Armando Bó)